# Хамис, Имад
Имад Хамис (араб. عماد محمد ديب خميس‎; род. 1 августа 1961, Дамаск, ОАР) — сирийский политический и государственный деятель, премьер-министр Сирии (с 22 июня 2016 по 11 июня 2020 года).

## Биография

### Ранние годы
Имад Хамис родился близ Дамаска 1 августа 1961 года. Получил учёную степень в области электротехники в Университете Дамаска в 1981 году.

### Карьера
С 1987 по 2005 год Хамис был генеральным директором "General of the General Company for Electricity" в провинции Дамаск. С 2005 по 2008 год был Генеральным директором общественной корпорации по распределению и инвестиционной власти.
С 14 апреля 2011 по 22 июня 2016 года был министром электроэнергетики в правительстве Ваиля аль-Хальки.
22 июня 2016 года назначен премьер-министром Сирии.
Он был отправлен в отставку 11 июня 2020 года президентом Башаром Асадом на фоне обострения экономического кризиса и последующих региональных протестов. По словам Аль-Ахбара, Хамис был задержан после того, как его уволили с поста премьер-министра, и был допрошен в связи с обвинениями в коррупции. Однако вскоре после этого Хамиса видели, когда он голосовал на парламентских выборах в Сирии в 2020 году.

## Санкции
Европейский союз ввёл санкции против Имада Хамиса. Предполагается, что он использовал выключение электричества как способ подавления сирийского восстания 24 марта 2012 года.

## Личная жизнь
Женат, имеет двух дочерей и сына.